# Футю (посёлок, Хиросима)
Футю (яп. 府中町 Футю:-тё:) — посёлок в Японии, находящийся в уезде Аки префектуры Хиросима. Площадь посёлка составляет 10,45 км², население — 50 837 человек (1 июля 2014), плотность населения — 4864,78 чел./км².
В посёлке Футю находится штаб-квартира Mazda Group.

## Географическое положение
Посёлок расположен на острове Хонсю в префектуре Хиросима региона Тюгоку. С ним граничит город Хиросима.

## Население

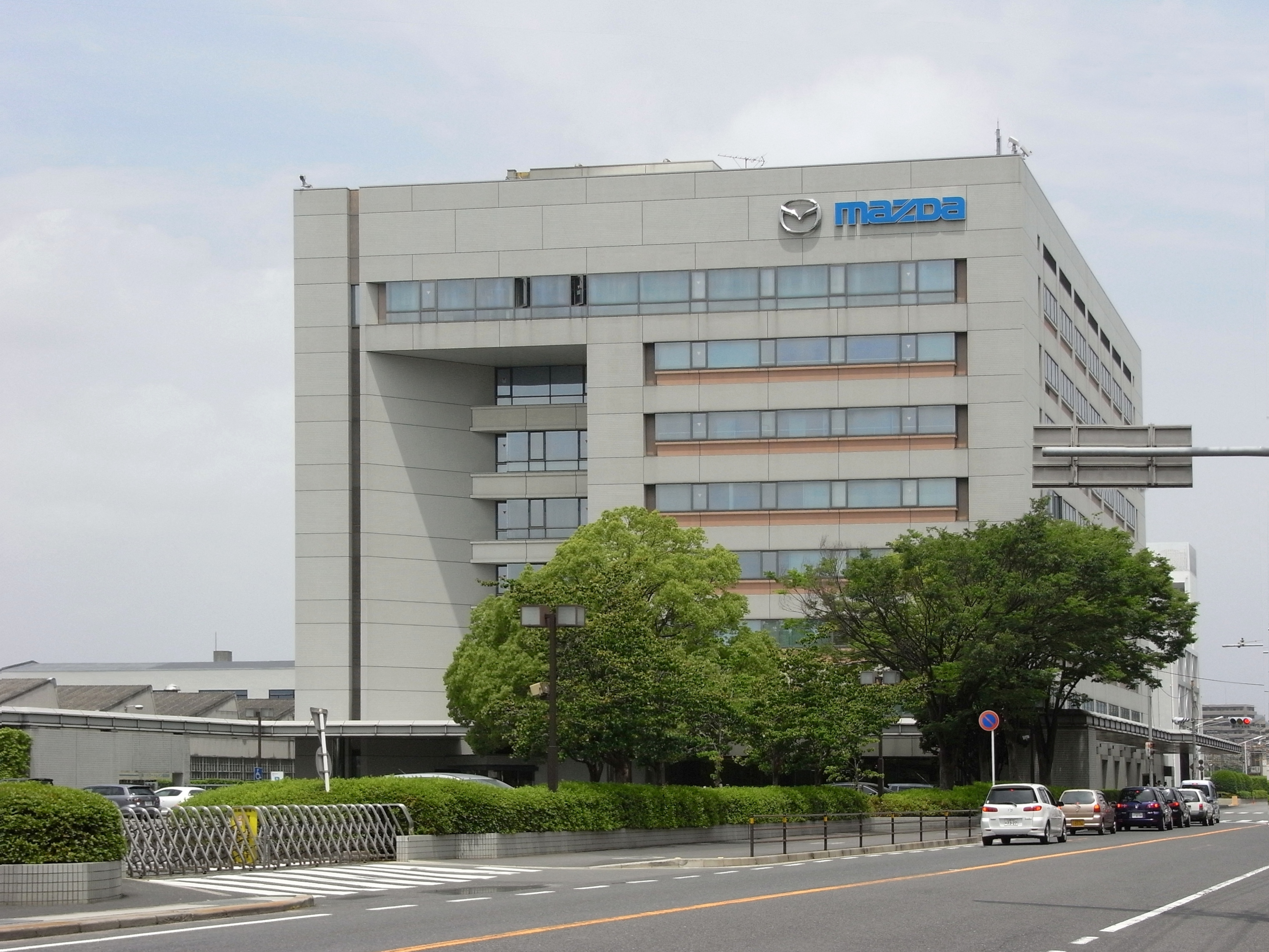
Штаб-квартира Mazda Group

До Второй войны население посёлка не превышало 10 тыс. жителей. После войны начался рост населения, которое в 1955 году превысило 20 тыс. Население посёлка составляет 50 837 человек (1 июля 2014), а плотность — 4864,78 чел./км². Изменение численности населения с 1980 по 2005 годы:
| 1980 | 47 817 чел. |  |
| 1985 | 48 833 чел. |  |
| 1990 | 50 060 чел. |  |
| 1995 | 50 676 чел. |  |
| 2000 | 50 673 чел. |  |
| 2005 | 50 732 чел. |  |

## Символика
Деревом посёлка считается камфорное дерево, цветком — камелия.